# Era dinozaurów
Era dinozaurów albo Powrót ery dinozaurów (ang. Age of Dinosaurs) – amerykański niskobudżetowy film fantastycznonaukowy z 2013 roku. 

## Fabuła
Grupa naukowców, stosując najnowszą technologię bioinżynieryjną, przywraca do życia kilka gatunków dinozaurów. Wkrótce olbrzymie gady wydostają się z klatek i atakują Los Angeles.

## Obsada
- Treat Williams: Gabe Jacobs
- Ronny Cox: Justin
- Jillian Rose Reed: Jade Jacobs
- Joshua Michael Allen: Craig Carson
- Max Aria: Leo Karst
- Johannes Goetz: Hans
- Julia Paul: Leanna
- Arthur Richardson: sierżant Mike
- Jose Rosete: Doug
- Laura Tuny: Kim Evans
- Roani Whent: Nile
- Joe Bohn: Pilot
- Kelly Dolan: Rosario
- Kameshia Duncan: reporterka[1]